# Гитлер капут!
«Ги́тлер капу́т!» (нем. «Hitler geht kaputt!»; рабочее название — «Шпион нашего времени») — российский комедийно-пародийный художественный фильм 2008 года режиссёра Марюса Вайсберга.
Премьера состоялась 18 сентября 2008 года.

## Сюжет
Заканчивается Великая Отечественная война, скоро наступит 9 мая 1945 года. Советский разведчик Александр Исаевич («Шура») Осечкин трудится на благо Родины под именем штандартенфюрера СС Олафа Шуренберга в ставке Гитлера в Берлине, где успешно занимается подрывной деятельностью. По долгу «службы» он выполняет офисную работу, а в свободное время бесшабашно «тусуется» в ночных клубах вместе с «коллегами» — настоящими офицерами вермахта, чтобы не быть «белой вороной» и не вызывать у них подозрение. На гламурных «корпоративах» Шура читает рэп, поёт в караоке «Калинку-малинку» и танцует «Лебединое озеро».
Вскоре из «Центра» к суперагенту Шуренбергу с очередным заданием перебрасывают помощницу — очаровательную радистку Зину. Между Шурой и Зиной завязываются романтические отношения.
Мюллер посылает «Железного Ганса» разобраться с Шуренбергом, но тот убивает Ганса. Борман, догадываясь о том, что Шуренберг является советским разведчиком, склоняет его к интимным отношениям с ним и шантажирует, обещая в случае отказа выдать его фюреру.
Шуренберг, понимая, что находится на грани провала, собирается уйти по спецканалу на Родину. В этот момент гестапо захватывает и пытает радистку Зину. Шуренберг обманом подписывает у Бормана документ на её перевод и уводит её. Они вместе нападают на Адольфа Гитлера и Еву Браун, связывают их и отнимают у них одежду. Переодевшись, агенты пытаются вырваться из застенков гестапо, но их обнаруживают. Им удаётся бежать и добраться до линии фронта. Однако, увидев на пропускном пункте родной советской границы свои портреты с надписями «Разыскиваются враги народа», они вынуждены бежать в никуда. Кузьмич, друг Шуры, открывает для них дверь в стене, и они уходят. В финальной сцене Шура и Зина бегут вдаль…
Фильм имеет мало общего с военной тематикой и не претендует на историческую точность. Основой фильма выступает эксплуатация темы традиционных народных притч и анекдотов о легендарном советском разведчике Штирлице, при этом некоторые сцены схожи с современными отношениями так называемых «белых воротничков» в офисной среде, а также с отношениями в обществе «гламура» и т. п. Фильм гротескно высмеивает эти отношения.

## В ролях
| Актёр              | Роль |
| ------------------ | --- |
| Павел Деревянко    | Олаф Шуренберг, штандартенфюрер СС / Александр (Шура) Исаевич Осечкин, советский разведчик, шпион-суперагент |
| Анна Семенович     | Зина, советская радистка                                                                                     |
| Михаил Крылов      | Адольф Гитлер                                                                                                |
| Эвелина Блёданс    | фрау Оддо, унтерштурмфюрер СС                                                                                |
| Юрий Стоянов       | Мартин Борман, рейхсляйтер                                                                                   |
| Юрий Гальцев       | Генрих Мюллер, группенфюрер СС                                                                               |
| Анфиса Чехова      | секс-шифровщица                                                                                              |
| Алексей Булдаков   | Кузьмич, друг Шуры                                                                                           |
| Алексей Огурцов    | «Железный Ганс»                                                                                              |
| Максим Максименко  | Генрих Гиммлер, рейхсфюрер СС                                                                                |
| Юрий Михайлик      | Франклин Рузвельт                                                                                            |
| Тимати             | DJ 50 Бундес-Шиллингов / суперагент Тимати                                                                   |
| Михаил Галустян    | Рабинович, везучий советский партизан                                                                        |
| Ксения Собчак      | Ева Браун, сожительница Адольфа Гитлера                                                                      |
| Игорь Гаспарян     | инженер Гарик (аллюзия на Инженера Гарина)                                                                   |
| Илья Олейников     | советский подпольщик / Иосиф Сталин                                                                          |
| Владимир Щербаков  | Лаврентий Берия                                                                                              |
| Зоя Буряк          | сутенёрша |
| Александр Першин   | красный командир                                                                                             |
| Александр Безруков | Курт Айсман, оберштурмбаннфюрер СС                                                                           |
| Николай Данилюк    | Вальтер Шелленберг, бригадефюрер СС                                                                          |

## Отзывы и оценки
17 сентября 2008 года, за день до премьеры фильма «Гитлер капут!», Межрегиональная общественная организация «Коммунисты Петербурга и Ленинградской области» потребовала у Министерства культуры Российской Федерации и Комитета по культуре Санкт-Петербурга не выпускать фильм в прокат.

… Выход фильма (прим. «Гитлер капут!») нанесёт ущерб здоровью и моральному состоянию ветеранов войны, блокадников, всех, кто чтит память погибших советских солдат, всех, кто относит себя к русской и советской культуре. … Фильм оскорбляет такие шедевры отечественного кинематографа, как «Горячий снег», «Семнадцать мгновений весны», «Щит и меч», «Майор Вихрь», «Баллада о солдате», «Освобождение». … Особенно опасное воздействие фильм может оказать на сознание подростков, которые мало знают о Великой Отечественной войне.
— Межрегиональная общественная организация «Коммунисты Петербурга и Ленинградской области», 17 сентября 2008 года.
Фильм начинается исключительным по степени цинизма сюжетом о партизане Рабиновиче (его играет Михаил Галустян), одетом в полосатую робу узника концлагеря, которого эсэсовцы ведут на расстрел. Этот эпизод вызвал бурю негодующих эмоций посмотревших фильм людей.
«Гитлер капут!» вызвал волну различных критических публикаций в прессе, а также высказываний официальных лиц о несоблюдении моральных и этических норм в фильме, отсутствии в фильме сюжета. О фильме писали:
- «Выдохшийся анекдот превращается в какую-то псевдоблатную побасенку. Нацисты разговаривают как 14-летние пацаны» (Kg-portal.ru)[8];
- «Даже для пародии в этом фильме многовато свастик» (Film.ru)[9];
- «Шутки сыплются бессвязно, и большинство их явно не стоит того, чтобы быть произнесёнными вслух» (Afisha.ngs.ru)[10];
- «Ещё до выхода в прокат картину „Гитлер капут!“ обвиняли в оскорблении памяти жертв Второй мировой войны. Посмотрев этот фильм, утверждаю со всей ответственностью: издевается он только над многочисленными штампами плохих советских кинолент о войне, а эти штампы заслуживают того, чтобы их высмеивать. … Посмеяться до истерики при просмотре новой отечественной комедии вряд ли получится, смысла особого здесь тоже не имеется, но для очень непритязательного отдыха она вполне подходит. Настроение эта картина повышает, да и пошлости в ней почти нет, что по нынешним временам не так уж мало» (Ruskino.ru)[11].

Фильм получил антипремию «Серебряная калоша» 2009 года в номинации «Массаракш года, или Кино не тонет».

## Кассовые сборы
По данным сайта «Бюллетень кинопрокатчика», кассовые сборы фильма «Гитлер капут!» в России за первые полтора месяца проката (по состоянию на 2 ноября 2008 года) составили 245 469 464 рублей ($9 618 709) при посещаемости 1 633 730 зрителей. В первую неделю фильм стал лидером проката, далеко обойдя по сборам занявший второе место приключенческий фильм «Путешествие к центру Земли 3D» (США). На второй неделе он уступил первое место музыкальному фильму «Мамма Mia!» (США). С третьей недели начался спад посещаемости.

## Саундтрек
В фильм «Гитлер капут!» вошли следующие музыкальные композиции:
1. Санчес — «Чунга-чанга»
2. «Городская тоска» — «Гомель-Ганновер»
3. Группа «Отпетые мошенники» — «Брянская улица»
4. Пётр Ильич Чайковский — «Танец маленьких лебедей»
5. «Drum Ecstasy» — «Spanish»
6. «Drum Ecstasy» — «New One»
7. Группа «Ленинград» — «Менеджер»
8. «Mahala Rai Banda» — «Mahalageasca» («Shantel’s Bucovina Dub»)
9. ВИА «Песняры» — «Вологда»
10. «Lilia Soul» — «Manchester et Liverpool»
11. Команда КВН «ХАИ» — «Meine Kleine»
12. «Squirrel Nut Zippers» — «My Drag»
13. Конни Фрэнсис (Connie Francis) — «Who’s Sorry Now»
14. Группа «Банд'Эрос» — «Коламбия Пикчерз не представляет»
15. Max Raabe & Palast Orchestra — «Oops!… I Did It Again»
16. Группа «Мегаполис» — «Карл-Маркс-штадт»
17. Группа «Mellowdrone» — «Moon River»
18. Гарик Сукачёв — «Я милого узнаю по походке»
19. Оркестр и хор Мариинского театра п/у Валерия Гергиева — «Государственный гимн Российской Федерации»
20. Серж Полянский — «Mein Liebe»
21. Группа «Дабац» — «Партизан»
22. Группа «Земляне» — «Трава у дома»
23. Хильдегард Кнеф (Hildegard Knef) — «Sei Mal Verliebt»
24. Dominic Halpin — «Sway»
25. Группа «Блестящие» — «Агент 007»
26. Тимати feat. Анна Семенович — «Любовь и мир»
27. Britney Spears — «Oops»